# مديدة بلح
مديدة البلح أو مديدة التمر من الأطباق السودانية الشعبية المتعارف عليها في مناطق مختلفة من السودان والمكون الرئيسي هو التمر الذي يعطي الطعم الحلو للطبق ويرتبط الطبق بالمناسبات الإجتماعية المختلفة وغالبا ما يقدم مع الزلابية أو اللقيمات وتختلف الإضافات وطريقة التقديم حسب المنطقة الجغرافية، قديما في شمال السودان في المواسم التي لا يكون التمرالطازج متوفرا كانت مديدة التمر تحضر من التمر الجاف بعد دقه أو تكسيره لأجزاء صغيرة ومن ثم غليه.

## المكونات الرئيسية[1]
- التمر
- الدقيق
- السكر
- كربونات الصوديوم (العطرون)
- السمن البلدي

## المكونات الإضافية
وهي مكونات يتم اضافتها للخليط حسب الرغبة
- الحليب
- المكسرات
- جوز الهند
- الكاسترد

## طريقة التحضير[2]
يتم أولا غسل التمر جيدا وإستخراج نواة التمرمنه ومن ثم يتم غليه حتى ينضج التمر تماما ويكون سهل الهرس وبعدها يتم إضافة العطرون للمزيج وتكمن أهمية هذه الخطوة في إعطاء لون يميل للحمرة وطعما مميزا للخليط وبعدها يتم إضافة السكر حسب الرغبة ويخلط القليل من الدقيق مع الماء ويضاف للخليط حتى يثقل القوام، الإضافات تكون حسب الرغبة مثل الحليب والمكسرات ويضاف السمن البلدي إلى الوجه ويقدم ساخنا أو باردا حسب الرغبة.

## طريقة التقديم
الطريقة الأصلية أنها تقدم بدون إضافات وقد إبتكر الناس طرقا مختلفة للتقديم فصارت تقدم مديدة البلح مع اللقيمات أو الزلابية ومع إضافة المكسرات والفواكه.